# 死霊の恋
『死霊の恋』（しりょうのこい、仏: La Morte Amoureuse）は、テオフィル・ゴーティエによるフランスの短編小説。ラ・クロニック・ド・パリより1836年に刊行された。美しい女吸血鬼クラリモンドと恋に落ちる、ロミュオーという聖職者の物語である。

## あらすじ
老いたロミュオーが青春時代に体験した不思議な出来事を語って聞かせるというスタイルで物語は始まる。何十年も昔、自身の叙品式（ordination；叙聖式ともいい、カトリックの僧侶として一生清い童貞を捧げる儀式）の日に彼は教会で美しい若い女性に出会った。彼女はクルチザンヌ（高級娼婦）だった。そして彼女が彼を愛しており、教会を去って彼女のものになった暁には神が天国に迎え入れるより、ずっと幸せにするであろうと目で訴えかけてくるのをはっきりと胸の奥で聞いた。 しかし彼は誓いの最中であり、引き裂かれるような想いの中、機械的に式典は進み彼は僧侶になってしまう。 教会を出る時、冷たい手が彼の腕を握った。振り向くとそれは例の女性で、「薄情な人!」と小声で言って去っていった。 神学校への帰り道、奇妙な出で立ちの小姓が寄って来て彼にこっそりと紙入れを渡した。自室に戻り開けてみると「クラリモンド、コンティニ宮」と書かれた紙片が入っていた。
彼は神学校での勉学を続けたが、クラリモンドの想い出に苛まれ、僧侶になった事を後悔していた。 やがて彼はある教区の新しい司祭に任じられた。 監督役である年上の聖職者セラピオン師と共に街に出て振り返ると、影に沈んだ街で丘の上にひときわ輝く金色の宮殿が見えた。 彼がセラピオンに宮殿について尋ねると、あれは遊女クラリモンドにコンティニ公が与えた昔のコンティニ宮で、今も住んで放蕩三昧が繰り広げられている場所だという答えが返って来た。ロミュオーはクラリモンドが忘れられないまま、1年間きちんと務めを果たしながら静かに暮らしていた。 ある夜男がやって来て、死に瀕している女主人のために最後の儀式を授けてほしいと頼んで来た。 ざわめきに満ちた館に到着し、そこでロミュオーはクラリモンドの死に直面する。 悲しみのあまり彼は彼女の亡骸にキスをした。すると彼女は一瞬蘇り、再会を約束して死体に戻る。
彼は3日後に自室で目を覚ました。家政婦によれば、あの夜ロミュオーは連れ去ったのと同じ人物に送られて来て、その後人事不省に陥っていたとの事であった。 ロミュオーはクラリモンドの元を訪れた記憶全てが夢であったのだと思った。 しかし数日後の夜、クラリモンドは彼の部屋に現れた。 死んでいる筈なのに彼女は美しく、旅に出る支度をするように彼に告げた。深い眠りから目を覚ますと遅めの朝であった。幻だったのだと思うにはクラリモンドの印象はあまりにも鮮やか過ぎた。その夜眠りに就くと再びクラリモンドは現れた。二人はヴェネチアの大理石の宮殿で同棲を始めた。 日中は聖職者として責務を果たし、夜にはヴェネツィアで放蕩の限りを尽くすという二重生活が幕を開けた。
放蕩が祟ってかクラリモンドの体調は目に見えて悪化していった。しかしロミュオーが過って指を傷つけ出血すると、目を輝かせてその傷口から血を啜り始め、見る見る血色を取り戻した。ロミュオーは彼女の正体に疑念を抱き始める。ある夜彼はクラリモンドが酒に何かの粉を盛るのを鏡越しに目撃し、飲むふりだけをして捨ててしまった。そして眠っている間に彼女がロミュオーの血を飲んでいた事を知った。にも拘らずクラリモンドの愛が真実であり、ロミュオーの生命を脅かす心配などない事も知り、たとえその正体が吸血鬼であったとしても彼女の生命を維持するためなら、全ての血を分け与えてもいいとさえ思うのだった。
僧侶としてのロミュオーは夜毎の放蕩の幻影に苛まれ疲弊していった。セラピオンはその様子に疑いを持ち始め、ロミュオーをクラリモンドの墓へ連れて行き、目の前で掘り起こした。露わにされた彼女はロミュオーの血のお陰で全く腐敗しておらず、その口の端に血の雫を認めたセラピオンは、おぞましげに叫び聖水を死体の上に注いだ。彼女の身体は直ちに土になり灰と石灰化した骨と崩れた塊になった。翌朝ロミュオーはクラリモンドに出会った。彼女は初めて会った時の様に彼の薄情を詰り、きっと貴男は永久に私が恋しくて堪らなくなるだろうと言って消え去り、二度と彼の前に現れる事は無かった。そして彼女の予言は適中した。
舞台は現在に戻り、ロミュオーはこれが彼の人生で最大の後悔であったと告白し、聞き手が同じ運命に会わないよう、決して女性を見ないように忠告する。

## 登場人物
- ロミュオー - クラリモンドに恋する若い聖職者。
- クラリモンド - 高級娼婦。物語中盤で吸血鬼である事が判明する。
- セラピオン - ロミュオーの放蕩生活を阻止する聖職者。

## 原作作品

### 映画・テレビ
1971年に西ドイツで製作された吸血鬼セックスコメディ映画『バンパイア・ハプニング/噛みついちゃってごめんなさい』 (独: Gebissen wird nur nachts・英: The Vampire Happening) には、吸血鬼で売春婦のクラリモンドが修道士を誘惑するというサイド・ストーリーがある。 
テレビシリーズ『ザ・ハンガー』 (The Hunger) のためにジェラルド・ウェクスラーが書き下ろした1998年のエピソード「クラリモンド」は、ほぼ原作に忠実な翻案であったが、クラリモンドはセックスによって美を保っているサキュバス・年を経た魔女として描かれている。

### 上演
2018年にKバレエカンパニー熊川哲也振付1場バレエ20分小品として上演。
2022年、Kバレエ トウキョウの熊川哲也芸術監督により振付と物語の前段ストーリーを創作、「生前の娼館の高級娼婦クラリモンド（バンパイヤの血統引くが顕現してない人）とロミュオーとの出会いと咳き込んで血を吐いて死ぬ人としての死別」を加筆し、「司祭となったロミュオーと死霊でのクラリモンドが再来し堕落させ血を吸おうとして、自ら血を与えようとするロミュオーの姿を見たクラリモンドの悔恨しての昇天」までを描く。バレエ『クラリモンド - 死霊の恋 - 』全編、60分。Bunkamuraオーチャードホール1月29日・30日上演。2022年3月5日限定で全編の映像が、YouTubeチャンネルで無料配信された。

## 日本語訳
- 「クラリモンド」 翻訳: 芥川龍之介 1914年
  - 芥川龍之介全集〈第1巻〉羅生門 鼻 岩波書店 (1995年11月) ISBN 978-4000919715
  - ゴシック名訳集成 吸血妖鬼譚—伝奇ノ匣〈9〉 (学研M文庫) 学習研究社 (2008年10月 ) ISBN 978-4059005315
- 世界怪談名作集 翻訳: 岡本綺堂 新星工房 1948年 (「クラリモンド」として収録 )
- 或る夜のクレオパトラ 翻訳: 田辺貞之助 斎藤書店 1948年 ASIN B000JBPCZ8 （「夢の中の戀」として収録）
- 魔女の恋 (世界大衆文学全集〈第2〉) 翻訳: 青柳瑞穂 新人社 1948年 ASIN B000JBMMBK
- 或る夜のクレオパトラ (市民文庫〈第14〉) 翻訳: 田辺貞之助 河出書房 1951年 ASIN B000JBFT8I
- 怪奇小説傑作集 4 (創元推理文庫) [5]翻訳: 澁澤龍彦・青柳瑞穂 東京創元社 1969年6月 ISBN 978-4488501044 (「死女の恋」として収録）
- 死霊の恋・ポンペイ夜話—他三篇　(岩波文庫) 翻訳: 田辺貞之助 岩波書店 1982年3月 ASIN B000J7QQ0C
- 遊女クラリモンドの恋—フランス・愛の短編集(旺文社文庫) 翻訳: 野内良三 旺文社 1986年5月 ISBN 978-4010622865
- 死霊の恋／化身－ゴーティエ恋愛奇譚集(光文社古典新訳文庫) 翻訳:永田千奈 光文社 2023年8月 ISBN 978-4334100124